# Jewgienij Bogomołow
Jewgienij Aleksandrowicz Bogomołow (ros. Евгений Александрович Богомолов; ur. 25 lipca 1984) – rosyjski zapaśnik startujący w stylu klasycznym. Drugi w Pucharze Świata w 2014 i dwunasty w 2011. Akademicki mistrz świata w 2010. Mistrz Rosji w 2010, wicemistrz w 2007, 2008 i 2009 roku.